# Elena Stoffers
Elena Christine Stoffers es una deportista alemana que compite en vela en la clase 49er FX. Ganó una medalla de bronce en el Campeonato Europeo de 49er de 2014.

## Palmarés internacional
| \| Campeonato Europeo \| Campeonato Europeo \| Campeonato Europeo \| Campeonato Europeo \| \| Año \| Lugar \| Medalla \| Clase \| \| ------------------ \| -------------------- \| ------------------ \| ------------------ \| \| 2014 \| Helsinki (Finlandia) \| Medalla de bronce \| 49er FX \| |                      |                   |         |
| Campeonato Europeo |                      |                   |         |
| Año | Lugar                | Medalla           | Clase   |
| 2014 | Helsinki (Finlandia) | Medalla de bronce | 49er FX |